# 4484 Sif
A 4484 Sif (ideiglenes jelöléssel 1987 DD) a Naprendszer kisbolygóövében található aszteroida. Poul Jensen fedezte fel 1987. február 25-én.